# Janovice (Frýdek-místeki járás)
Janovice település Csehországban, a Frýdek-místeki járásban. Janovice Frýdek-Místek, Pržno, Raškovice, Krásná, Baška és Frýdlant nad Ostravicí településekkel határos. Lakosainak száma 2001 fő (2024. január 1.).

## Népesség
A település lakosságának változását az alábbi diagram mutatja:
| Lakosok száma | 1831 | 1819 | 1713 | 1618 | 1591 | 1684 | 1881 | 1900 | 1961 | 2001 |
|               | 1869 | 1890 | 1921 | 1950 | 1980 | 2001 | 2017 | 2019 | 2022 | 2024 |